# Surt (Libyen)
 For alternative betydninger, se Surt. (Se også artikler, som begynder med Surt)
Surt (eller Sirte) (Arabisk (sprog): سرت) er en af Libyens kommuner, som ligger i den nordlige del af landet på grænsen til Sidrabugten. Hovedbyen hedder Sirte.
31°12′N 16°36′Ø / 31.200°N 16.600°Ø
Nordpå grænser Surt op til Middelhavet. På land grænser den op til:
- Ajdabiya – øst
- Al Jufrah – syd
- Mizdah – vest
- Bani Walid – nordvest
- Misratah – langt nordvest